# デヴィッド・ソーントン
デイヴィッド・ソーントン（David Thornton, 1953年5月4日 - ）は、アメリカ合衆国サウスカロライナ州出身の俳優。

## 来歴
ニューヨークを拠点に活動を続け、トム・ディチロやニック・カサヴェテスなどの作品に出演している。
妻はシンガー・ソングライターのシンディ・ローパー。息子が一人いる。

## 主な出演作品

### 映画
- コールド・ブラッド/殺しの紋章 Men of Respect (1990)
- マイアミ・ムーン Off and Running (1991)
- もう子守歌はいらない Blind Spot  (1993) ※テレビ映画
- ミセス・パーカー/ジャズエイジの華 Mrs. Parker and the Vicious Circle (1994)
- サーチ&デストロイ Search and Destroy (1995)
- ジェフリー Jeffrey (1995)
- ミルドレッド Unhook the Stars (1996)
- シーズ・ソー・ラヴリー She's So Lovely (1997)
- オフィスキラー Office Killer (1997)
- リアル・ブロンド The Real Blonde (1997)
- ホーム・アローン3 Home Alone 3 (1997)
- ニューヨーク デイドリーム Too Tired to Die (1998)
- ハイ・アート High Art (1998)
- 天井桟敷のみだらな人々 Illuminata (1998)
- シビル・アクション A Civil Action (1998)
- ジョンQ -最後の決断- John Q (2002)
- スウェプト・アウェイ Swept Away (2002)
- きみに読む物語 The Notebook (2004)
- アルファ・ドッグ 破滅へのカウントダウン Alpha Dog (2006)
- 私の中のあなた My Sister's Keeper (2009)
- ダメ男に復讐する方法 The Other Woman (2014)
- 神は銃弾 God Is a Bullet (2023)

### テレビ
- LAW & ORDER Law & Order (1996-2005)
- 特捜刑事マイアミ・バイス Miami Vice (1985)
- LAW & ORDER:性犯罪特捜班 Law & Order: Special Victims Unit (2003-2007)
- エレメンタリー ホームズ&ワトソン in NY Elementary (2016)
- HOMELAND Homeland (2017)